# Пак (спутник)
Пак (англ. Puck) — внутренний спутник планеты Уран.
Был открыт 30 декабря 1985 года по снимкам, сделанными аппаратом «Вояджер-2», и получил временное обозначение S/1985 U 1.
Назван по имени эльфа из кельтской мифологии и английского фольклора, который является персонажем в пьесе Шекспира «Сон в летнюю ночь».
Также обозначается как Уран XV.
Пак — крупнейший из внутренних спутников Урана.
По размерам он занимает промежуточное положение между Порцией и Мирандой, наименьшей из пяти крупных спутников.
Атмосфера отсутствует. Его орбита также пролегает между двумя этими спутниками.
За исключением орбиты, радиуса в 81 км, геометрического альбедо 0,11, спектральных параметров и информации о кратерах, о Паке практически ничего не известно.
Среди открытых «Вояджером-2» спутников только Пак удалось обнаружить достаточно рано, чтобы успеть перенастроить аппарат для получения более подробных снимков.
Пак имеет слегка вытянутую форму с соотношением поперечного размера к продольному 0,97 ± 0,04.
Его поверхность густо усеяна кратерами и имеет серый цвет.
Три кратера на поверхности Пака получили собственное название, самый большой из которых достигает 45 километров в диаметре.
Исследования космическим телескопом «Хаббл» и крупными наземными телескопами выявили в спектре Пака линии поглощения водяного льда.